# Campionato europeo della montagna 2007
Il Campionato europeo della montagna 2007, cinquantasettesima edizione della manifestazione organizzata dalla Federazione Internazionale dell'Automobile, si svolse dal 15 aprile al 16 settembre 2007 su tredici tappe disputatesi in undici paesi (l'Italia fu l'unica nazione ad ospitare tre eventi nella stagione). 
Il pilota iberico Ander Vilariño conquistò l'alloro europeo in Categoria II al volante di una monoposto Reynard di Formula 3000 interrompendo il dominio dei piloti italiani che perdurava dal 1995 e riportando il titolo in Spagna dall'ultima vittoria di Francisco Egozkue ottenuta nel 1994. In Categoria I prevalse lo slovacco Peter Jurena su Mitsubishi Lancer Evo IX.

## Calendario prove
| Tappa | Data         | Corsa                                              | Sede                      | Vincitore                                      |
| ----- | ------------ | -------------------------------------------------- | ------------------------- | ---------------------------------------------- |
| 1     | 15 aprile    | 50° Cronoscalata Monte Erice                       | Valderice Italia          | Fulvio Giuliani - Lancia Delta Integrale Proto |
| 2     | 29 aprile    | Grosser Bergpreis von Oesterreich - Rechbergrennen | Tulwitz Austria           | Ander Vilariño - Reynard 01L-Mugen             |
| 3     | 13 maggio    | Subida Internacional al Fito                       | Arriondas Spagna          | Ander Vilariño - Reynard 01L-Mugen             |
| 4     | 20 maggio    | Rampa Internacional ACP - Serra da Estrela         | Covilhã Portogallo        | Ander Vilariño - Reynard 01L-Mugen             |
| 5     | 3 giugno     | ECCE HOMO Sternberk                                | Šternberk Rep. Ceca       | Ander Vilariño - Reynard 01L-Mugen             |
| 6     | 17 giugno    | Trier ADAC Bergrennen                              | Fell Germania             | Ander Vilariño - Reynard 01L-Mugen             |
| 7     | 1º luglio    | 57° Trento-Bondone                                 | Trento Italia             | Lionel Regal - Reynard 01L                     |
| 8     | 8 luglio     | 47° Coppa Bruno Carotti                            | Rieti Italia              | Ander Vilariño - Reynard 01L-Mugen             |
| 9     | 22 luglio    | Slovakia Matador 2007                              | Pezinok Slovacchia        | Ander Vilariño - Reynard 01L-Mugen             |
| 10    | 29 luglio    | Petrol Ferrari Ilirska Bistrica 2007               | Ilirska Bistrica Slovenia | Lionel Regal - Reynard 01L                     |
| 11    | 12 agosto    | Course de Côte du Mont Dore Chambon sur Lac        | Chambon-sur-Lac Francia   | Ander Vilariño - Reynard 01L-Mugen             |
| 12    | 19 agosto    | Course de côte St-Ursanne - Les Rangiers           | Saint-Ursanne Svizzera    | Lionel Regal - Reynard 01L                     |
| 13    | 16 settembre | Buzetski dani 2007                                 | Buzet Croazia             | Fausto Bormolini - Reynard 95D                 |

## Classifiche

### Categoria I
| Pos | Pilota                       | Vettura                  | Italia (bandiera) | Austria (bandiera) | Spagna (bandiera) | Portogallo (bandiera) | Rep. Ceca (bandiera) | Germania (bandiera) | Italia (bandiera) | Italia (bandiera) | Slovacchia (bandiera) | Slovenia (bandiera) | Francia (bandiera) | Svizzera (bandiera) | Croazia (bandiera) | Pts   |
| --- | ---------------------------- | ------------------------ | ----------------- | ------------------ | ----------------- | --------------------- | -------------------- | ------------------- | ----------------- | ----------------- | --------------------- | ------------------- | ------------------ | ------------------- | ------------------ | ----- |
| 1   | Peter Jurena                 | Mitsubishi Lancer Evo IX | 20                | 20                 | 20                | 20                    | 12                   | 20                  | 0                 | 20                | 20                    | 20                  | 20                 | 15                  | 0                  | 207   |
| 2   | Petr Vojacek                 | Alfa 147 TS SP           | 0                 | 0                  | 20                | 20                    | 15                   | 20                  | 0                 | 15                | 15                    | 20                  | 20                 | 20                  | 0                  | 165   |
| 3   | Niko Pulic                   | BMW M3 E36               | 15                | 12                 | 0                 | 15                    | 12                   | 0                   | 10                | 0                 | 20                    | 20                  | 20                 | 20                  | 20                 | 164   |
| 4   | Miroslav Jakes               | Mitsubishi Lancer Evo IX | 15                | 15                 | 3                 | 0                     | 15                   | 15                  | 8                 | 15                | 15                    | 15                  | 15                 | 20                  | 0                  | 151   |
| 5   | Vaclav Janik                 | BMW M3 E36               | 0                 | 8                  | 12                | 20                    | 15                   | 20                  | 0                 | 15                | 0                     | 12                  | 12                 | 15                  | 15                 | 144   |
| 6   | David Losman                 | Peugeot 306 S16          | 0                 | 20                 | 12                | 12                    | 6                    | 12                  | 12                | 12                | 10                    | 12                  | 12                 | 10                  | 0                  | 130   |
| 7   | Martin Jerman                | Alfa 147 TS SP           | 0                 | 0                  | 15                | 15                    | 10                   | 15                  | 0                 | 0                 | 12                    | 15                  | 15                 | 15                  | 7.5                | 119.5 |
| 8   | Jiri Voves                   | Subaru Impreza WRX STi   | 10                | 6                  | 10                | 12                    | 10                   | 10                  | 0                 | 12                | 12                    | 12                  | 12                 | 12                  | 0                  | 118   |
| 9   | Vladimir Doubek              | BMW M3 E36               | 0                 | 8                  | 12                | 10                    | 4                    | 12                  | 1                 | 0                 | 8                     | 10                  | 10                 | 10                  | 8                  | 93    |
| 10  | Gabriela Jermanova-Sajlerova | Opel Astra OPC           | 0                 | 15                 | 10                | 10                    | 4                    | 10                  | 0                 | 0                 | 6                     | 0                   | 10                 | 12                  | 0                  | 77    |

### Categoria II
| Pos | Pilota              | Vettura           | Italia (bandiera) | Austria (bandiera) | Spagna (bandiera) | Portogallo (bandiera) | Rep. Ceca (bandiera) | Germania (bandiera) | Italia (bandiera) | Italia (bandiera) | Slovacchia (bandiera) | Slovenia (bandiera) | Francia (bandiera) | Svizzera (bandiera) | Croazia (bandiera) | Pts   |
| --- | ------------------- | ----------------- | ----------------- | ------------------ | ----------------- | --------------------- | -------------------- | ------------------- | ----------------- | ----------------- | --------------------- | ------------------- | ------------------ | ------------------- | ------------------ | ----- |
| 1   | Ander Vilariño      | Reynard 01L-Mugen | 20                | 20                 | 20                | 20                    | 20                   | 20                  | 0                 | 20                | 20                    | 15                  | 20                 | 0                   | 0                  | 195   |
| 2   | Fausto Bormolini    | Reynard 95D       | 0                 | 15                 | 15                | 15                    | 15                   | 15                  | 12                | 15                | 0                     | 8                   | 8                  | 3                   | 20                 | 141   |
| 3   | Andrés Vilariño     | Norma M20         | 0                 | 10                 | 0                 | 20                    | 10                   | 7.5                 | 0                 | 0                 | 15                    | 12                  | 20                 | 15                  | 10                 | 119.5 |
| 4   | Otakar Krámský      | Reynard 99L       | 1                 | 10                 | 10                | 12                    | 0                    | 10                  | 1                 | 0                 | 20                    | 15                  | 12                 | 20                  | 6                  | 117   |
| 5   | Lanfranco Evans     | Osella PA20S BMW  | 0                 | 7.5                | 6                 | 15                    | 5                    | 6                   | 3                 | 0                 | 12                    | 20                  | 15                 | 12                  | 7.5                | 109   |
| 6   | Laszlo Szasz        | Reynard 01L       | 8                 | 12                 | 10                | 10                    | 0                    | 10                  | 3                 | 10                | 10                    | 10                  | 0                  | 10                  | 15                 | 108   |
| 7   | Lionel Régal        | Reynard 01L       | 15                | 0                  | 0                 | 0                     | 0                    | 0                   | 20                | 0                 | 0                     | 20                  | 15                 | 20                  | 0                  | 90    |
| 8   | Renzo Napione       | Reynard 01L       | 0                 | 8                  | 12                | 12                    | 10                   | 12                  | 4                 | 6                 | 0                     | 0                   | 3                  | 8                   | 10                 | 85    |
| 9   | Milan Svoboda       | Dallara 302       | 3                 | 4                  | 0                 | 8                     | 8                    | 8                   | 8                 | 8                 | 8                     | 6                   | 0                  | 6                   | 12                 | 79    |
| 10  | Lionel Champelovier | Norma M20         | 0                 | 6                  | 7.5               | 10                    | 6                    | 5                   | 1                 | 0                 | 8                     | 0                   | 10                 | 10                  | 0                  | 63.5  |